# Arisaema grapsospadix
Arisaema grapsospadix là một loài thực vật có hoa trong họ Ráy (Araceae). Loài này được Hayata mô tả khoa học đầu tiên năm 1915.